# Майз (Міссісіпі)
Майз (англ. Mize) — місто (англ. town) в США, в окрузі Сміт штату Міссісіпі. Населення — 317 осіб (2020).

## Географія
Майз розташований за координатами 31°52′2″ пн. ш. 89°33′15″ зх. д. / 31.86722° пн. ш. 89.55417° зх. д. (31.867256, -89.554114).  За даними Бюро перепису населення США в 2010 році місто мало площу 5,98 км², уся площа — суходіл.

## Демографія
Згідно з переписом 2010 року, у місті мешкало 340 осіб у 121 домогосподарстві у складі 90 родин. Густота населення становила 57 осіб/км².  Було 147 помешкань (25/км²).
Расовий склад населення:
| - 95,9 % — білих - 1,8 % — чорних або афроамериканців - 0,3 % — корінних американців - 1,8 % — осіб інших рас |

До двох чи більше рас належало 0,3 %. Частка іспаномовних становила 3,2 % від усіх жителів.
За віковим діапазоном населення розподілялося таким чином: 28,8 % — особи молодші 18 років, 58,0 % — особи у віці 18—64 років, 13,2 % — особи у віці 65 років та старші. Медіана віку мешканця становила 35,3 року. На 100 осіб жіночої статі у місті припадало 92,1 чоловіків;  на 100 жінок у віці від 18 років та старших — 93,6 чоловіків також старших 18 років.
Середній дохід на одне домашнє господарство  становив 37 269 доларів США (медіана — 28 229), а середній дохід на одну сім'ю — 40 656 доларів (медіана — 29 000). За межею бідності перебувало 36,7 % осіб, у тому числі 40,6 % дітей у віці до 18 років та 15,0 % осіб у віці 65 років та старших.
Цивільне працевлаштоване населення становило 103 особи. Основні галузі зайнятості: освіта, охорона здоров'я та соціальна допомога — 21,4 %, будівництво — 15,5 %, виробництво — 14,6 %.